# 小白頭翁
小白头翁（学名：Eriocapitella vitifolia），又稱野棉花，是毛茛科秋牡丹屬的植物。分布于尼泊尔、锡金、缅甸、不丹、印度以及中国大陆的西藏、云南、四川等地，生长于海拔1,200米至2,700米的地区，多生长于山地草坡、沟边及疏林中。

## 形态特征
植株高60-100厘米。基生叶2-5 ,有长柄；叶片心状卵形或心状宽卵形，长(5.2-)11-22厘米，宽(6-) 12-26厘米，顶端急尖3-5浅裂，边缘有小牙齿，表面疏被短糙毛，背面密被白色短绒毛；叶柄长(6.5-) 25-60厘米，有柔毛。聚伞花序长20-60厘米；萼片5枚，白色或带粉红色，倒卵形，长1.4-1.8厘米，宽8-13毫米，外面有白色绒毛；雄蕊长约为萼片长度的1/4，花丝丝形；心皮约400，子房密被绵毛。聚合果球形，直径约1.5厘米；瘦果有细柄，长约3.5毫米，密被绵毛。7月至10月开花。

## 异名
- Anemone elegans Decne.
- Anemone vitifolia Buch.-Ham. ex DC.
- Eriocapitella elegans (Decne.) Nakai

## 外部連結
- 野棉花, Yemianhua （页面存档备份，存于） 藥用植物圖像數據庫 (香港浸會大學中醫藥學院) （繁體中文）（英文）